# 雜色盔魚
雜色盔魚，為輻鰭魚綱鱸形目隆頭魚亞目隆頭魚科的其中一種，分布於西印度洋的紅海海域，棲息深度可達60公尺，體長可達20公分，棲息在沙石底質的珊瑚礁區，生活習性不明，可作為觀賞魚。

## 擴展閱讀
維基物種上的相關：雜色盔魚